# Geschäftsfähigkeit
In den Rechtsordnungen verschiedener Länder bezeichnet Geschäftsfähigkeit die Fähigkeit natürlicher Personen, sich selbst durch rechtsgeschäftliche Erklärungen (z. B. einen Vertrag) wirksam zu binden. Die Regelungen dienen dem Schutz derjenigen, deren geistige Entwicklung nicht das notwendige Maß an Einsicht für die Teilnahme am Rechtsverkehr hat. Die volle Geschäftsfähigkeit ist an die Volljährigkeit gekoppelt. 
Die Geschäftsfähigkeit ist von der Rechtsfähigkeit zu unterscheiden, also von der Fähigkeit, Träger von Rechten und Pflichten zu sein. Natürliche Personen sind bereits ab der Geburt rechtsfähig.  

## Rechtslage in Ländern des romanischen Rechtskreises
In den Ländern des romanischen Rechtskreises sind Minderjährige grundsätzlich an einen von ihnen geschlossenen Vertrag gebunden, haben jedoch die Möglichkeit zum Schutz ihrer Interessen, den Vertrag durch Erklärung oder Klageerhebung anzufechten, was in Deutschland beispielsweise für nicht lediglich vorteilhafte Geschäfte gilt. Der deutsche Rechtskreis unterscheidet zwischen Geschäftsunfähigen und beschränkt Geschäftsfähigen, deren selbst abgeschlossene Verträge bis zur Zustimmung ihres gesetzlichen Vertreters schwebend unwirksam sind. Dem in vielen englischsprachigen Ländern vorherrschenden common law ist eine umfassende gesetzliche Stellvertretung und somit auch allgemeine Geschäftsfähigkeit hingegen unbekannt, stattdessen wird auf die Schutzwürdigkeit des Minderjährigen im einzelfallweise abgestellt. Von besonderer Bedeutung ist dabei die Lehre von den necessaries, der zufolge ein Jugendlicher bei Verträgen über Dinge, die seiner Lebensführung angemessen und dienlich sind, nur einen angemessenen Preis statt des vertraglich vereinbarten zu zahlen hat.

## Rechtslage in einzelnen Staaten
- Deutschland: Geschäftsfähigkeit (Deutschland)
- Frankreich: Abschnitt Geschäftsfähigkeit im Artikel Schuldrecht (Frankreich)
- Österreich: Geschäftsfähigkeit (Österreich)
- Schweiz: Handlungsfähigkeit (Schweiz)